# ماتيو نانا
ماتيو نانا (بالإيطالية: Matteo Nana)‏ هو متزحلق جبال الألب إيطالي، ولد في 25 أغسطس 1974 في سوندريو في إيطاليا.

## وصلات خارجية
- ماتيو نانا على موقع الاتحاد الدولي للتزلج (التزلج على المنحدرات الثلجية) (الإنجليزية)
- ماتيو نانا على موقع أوليمبيديا (الإنجليزية)